# Metal Gear Solid: Peace Walker
Metal Gear Solid: Peace Walker je stealth videohra z roku 2010, kterou vyvinula a vydala společnost Konami. Jedná se o sedmou hru ze série Metal Gear, kterou napsal, režíroval a navrhl Hideo Kodžima, a pátý díl série Metal Gear Solid a po Metal Gear Solid: Portable Ops čtvrtou hru ze série Metal Gear vytvořenou speciálně pro PlayStation Portable.
Remasterovaná verze hry s názvem Metal Gear Solid: Peace Walker - HD Edition byla později vydána pro PlayStation 3 a Xbox 360 jako součást Metal Gear Solid HD Collection v Severní Americe a Evropě a jako samostatné maloobchodní vydání v Japonsku.

## Synopse
Metal Gear Solid: Peace Walker se odehrává v Kostarice v roce 1974 a sleduje osudy vracejícího se hlavního hrdiny Snakea, který vede žoldnéřskou jednotku Militaires Sans Frontières.

## Ohlasy
Videohra se setkala s příznivým hodnocením kritiků, ale verze pro PlayStation Portable nedosáhla komerčního úspěchu svých konzolových předchůdců kvůli klesající podpoře systému.